# Didi B
Didi B est un rappeur, chanteur, compositeur ivoirien, né le 3 avril 1992 à Abidjan (Côte d'Ivoire). 

## Biographie

### Origines
Son père, Abou Bassa Bomou, est un pianiste, comédien et arrangeur, tandis que sa mère aujourd'hui décédée, Péhoula Zéréhoué, fût chorégraphe et danseuse. Didi B est d’ethnie Guéré de sa mère et Gagou de son père.

### Enfance et formation
Bassa Zéréhoué Diyilem naît en avril 1992 dans le village de Ki-Yi à Abidjan.
À l'âge de trois ans, il fait ses débuts sur scène dans le clip Death Society de Meiway, qui l'invite à participer à deux autres clips, Ahissan et Le Dernier Siècle.

### Carrière

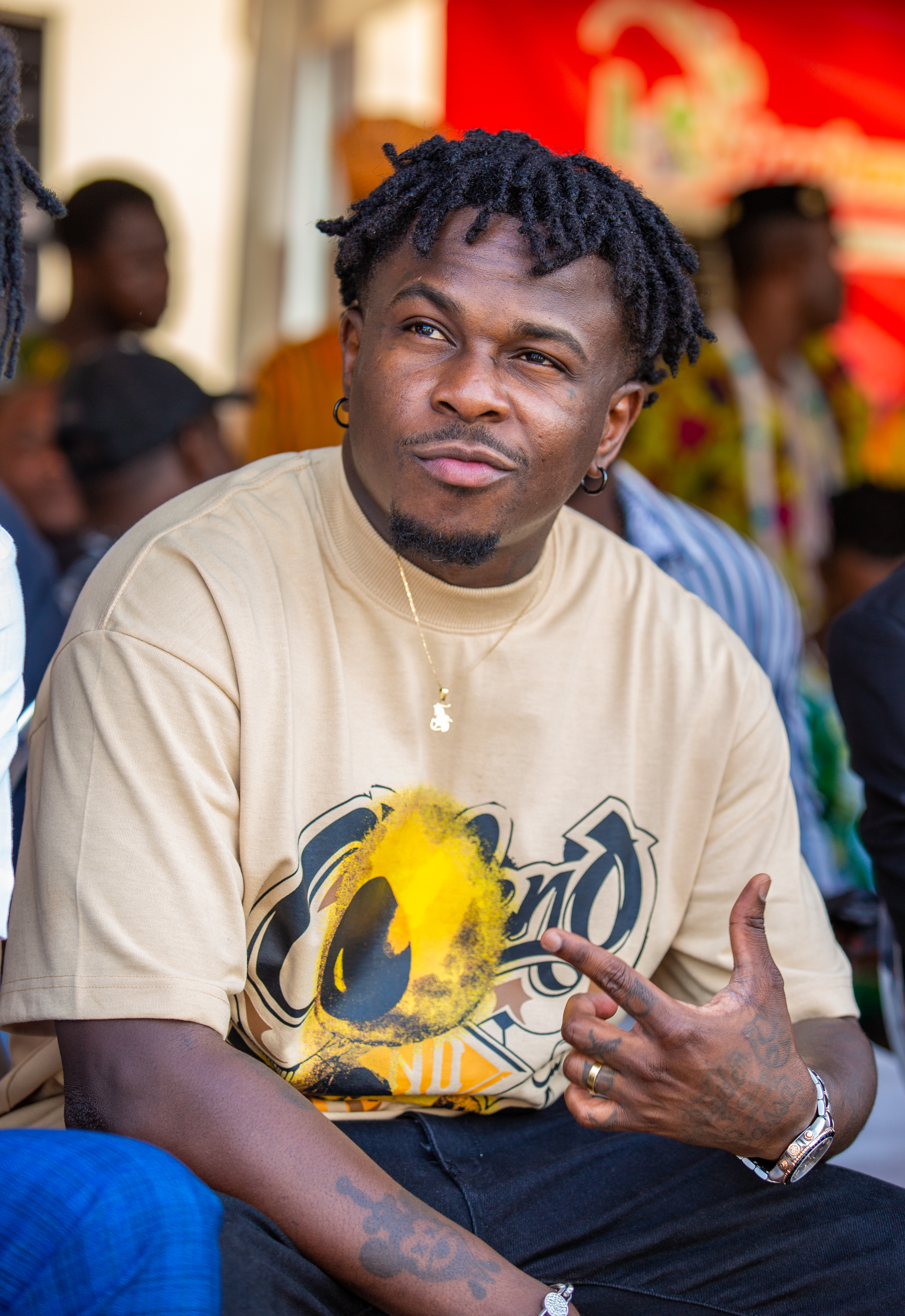
Didi B à la cérémonie d'ouverture du FEMUA 15

#### Cinéma
À dix ans, Didi B est sollicité par l'artiste Paul Madys pour jouer l’acteur principal de son vidéoclip ARRETEZ, qui marque son entrée dans le monde du cinéma. Il obtient par la suite un rôle dans une série télévisée produite par l'UNICEF,.
En 2006, à l'âge de treize ans, il décroche le rôle principal dans le film Les Frères Kadogo du réalisateur rwandais Joseph Muganga, assisté par Henri Duparc. Le film remporte le prix de la Meilleure Fiction, le Grand Prix TV-Vidéo au FESPACO ainsi que le Prix meilleur moyen métrage section Africa numérique de Vues d'Afrique en 2007. Il rencontre grâce à ce succès Laurent Gbagbo.

#### Musique
Didi B forme en 2009 avec ses amis le groupe de rap Kiff No Beat et est le premier à signer sous le label Universal Music Africa.
En 2013, Didi B sort son tout premier album Mojo Trone Vol.1 sans pour autant quitter le groupe Kiff No Beat.
En 2021, Didi B signe plusieurs contrats de partenariat avec des marques telles que Fresh Pressea, Johnnie Walker et Budweiser. Il est également signé chez le label ivoirien Coast to Coast et distribué par 92i,. Il est à ce jour[Quand ?] le seul artiste ivoirien à signer chez le label 9.2i[source secondaire souhaitée]. Parallèlement à sa carrière solo, Didi B, lance Africa Mindset.
En 2022, Didi B annonce la sortie de son premier album solo Mojotrône II : History, coproduit par Coast to Coast et 92i après que le groupe ait décidé de poursuivre des carrières solo mais de se retrouver sur des sons ou albums plus tard[source secondaire souhaitée]. Cet album cumule plus de 50 millions de streams et plus de 5 000 CD vendus, certifiés par le BURIDA, Dream Makers et l’Association des Producteurs de Musique (APRODEMCI). À l’occasion de la sortie de cet album, Didi B enchaîne deux concerts en l’espace de 4 mois au Palais de la Culture les 27 mai et 27 août 2022, suivis de concerts dans la sous-région, dont un en Guinée au Stade Général Lansana Conté de 50 000 places. Et, un autre concert live solo à Paris à l’Elysée Montmartre le 4 février 2023.
Didi B remporte plusieurs prix en 2022, notamment au PRIMUD où il gagne le titre de Meilleur Artiste Francophone. Il couronne son succès aux AFRIMA à Dakar où il obtient le Prix de la Chanson de l’année.
Son single En Haut, sorti le 20 août 2022, est le résultat d'une collaboration entre les artistes Tamsir et Jr La mélo. En 2023, le single En Haut détient sur la plateforme de diffusion musicale Boomplay le record de son titre le plus écouté, atteignant un total de 16 millions de streams.
En juillet 2023, il a reçu un disque d’or pour Mojotrône II : History des mains de la ministre de la Culture et de la Francophonie, Françoise Remarck et de celui du Commerce, Souleymane Diarrassouba.
En 2025, il sort son second album solo (double album) appelé Bazarhoff & Diyilem et en moins de cinq mois a été disque de platine. 
En outre il est aussi le seul et unique rappeur ivoirien qui a remplit le stade Houphouët Boigny de plus de 30.000 places pour un concert[source secondaire souhaitée], rempli totalement et ensuite le stade de Bouaké[source secondaire souhaitée].
Il a en outre un disque de diamant pour son album History (Mojotrone II) et plus de 10 singles d'or et de platine.

#### Collaboration
Depuis le 26 mai 2021, Didi B a rejoint 92i Africa, la branche africaine du label de rappeur français Booba fondé en 2021,.

## Vie privée
Le rappeur ivoirien Didi B est musulman. Marié à Sarai Dhologne à la suite d'une dot et d'une demande en mariage en plein concert. Ils sont les parents d'une petite fille,,,.

## Distinctions
| Album/concours              | Prix/récompense                                                              | Date de la remise du prix | Ref    |
| --------------------------- | ---------------------------------------------------------------------------- | ------------------------- | ------ |
| Primud d'or 2022            | Prix du Meilleur album de l'année                                            | 7 novembre 2022           | ,      |
| Primud d'or 2022            | Meilleur artiste Rap Ivoire                                                  | 7 novembre 2022           | ,      |
| Primud d'or 2022            | Hit de l’année                                                               | 7 novembre 2022           | ,      |
| Primud d'or 2022            | Meilleur feat urbain                                                         | 7 novembre 2022           | ,      |
| AFRIMA                      | Prix de la Chanson de l’année, Tala                                          | 15 Janvier 2023 à Dakar   | ,      |
| Africa Talent Awards        | Grand prix Africa Talent Awards                                              | 28 janvier 2023           | [ 32 ] |
| Africa Talent Awards        | Meilleur album, History                                                      | 28 janvier 2023           | [ 32 ] |
| Africa Talent Awards        | Meilleur artiste africain                                                    | 28 janvier 2023           | [ 32 ] |
| Africa Talent Awards        | Chanson de l’année, Tala                                                     | 28 janvier 2023           | [ 32 ] |
| Africa Talent Awards        | Meilleur records et chanson intercontinentale de l’année, Tala               | 28 janvier 2023           | [ 32 ] |
| Kundé d'Or 2023             | Kundé du meilleur artiste de l’Afrique de l’ouest                            | 12 mai 2023               | [ 33 ] |
| JM PRODUCTION               | certifier disque d'or pour l'album Mojotrone ll                              | 2023                      | [ 34 ] |
| Trace Awards                | Meilleure artiste francophone                                                | 2023                      | [ 35 ] |
| Primud d'or 2023            | PRIMUD D'or                                                                  | 19 Novembre 2023          | ,      |
| Primud 2024                 | Meilleur artiste Rap Francophone                                             | 10 novembre 2024          | [ 38 ] |
| Trace Awards 2025           | Meilleur artiste Hip-Hop                                                     | 27 février 2025           |        |
| \| Aprodemci \| \| \| \| \| | certifié disque de Diamant(1er disque de diamant du Rap-ivoirien MOJOTRON II | Mai 2025                  |        |
|                             |                                                                              |                           |        |
| Aprodemci                   | Certifié disque de platine pour l'album DIYILEM&BAZAROHF                     | Mai 2025                  |        |
| Amc & Aprodemci             | Certifié disque de platine pour l’album Mojotrone II                         | Mai 2025                  |        |
| Amc & Aprodemci             |                                                                              |                           |        |
| Aprodemci                   |                                                                              |                           |        |
|                             |                                                                              |                           |        |

## Discographie

### Singles
(août 2025).
2023 
- Shogun
- Trophy Room
- Aïcha (feat Miedjia)
- L'argent (feat Dadju)
- S'envolement ( FT franglish)
- Disque de Gouel
- Aladji Toutouya[39]

2024
- Aladji toutouya
- Travailler (feat Serge Ibaka)
- Bazarhoff
- J'adore (feat Miedjia)
- N.A.S feat DiDi B, SindiKa, Dopelym, LeZrai, Bmuxx, Fing Fang, Tazeboy, Lesky, Wantche, MD LES MAUDITS
- DX3 (Dégats ×3) (feat MHD)

2025
- GO
- Holiday Season (feat Zinoleesky)
- Good vibes
- RODELA  (feat Sindika)[40]

## Vidéographie et filmographie
- Death Society (clip de Meiway, 1995)
- Ahissan (clip de Meiway)
- Le Dernier Siècle (clip de Meiway)
- ARRETEZ (clip de Paul Madys)

- Les Frères Kadogo (film de Joseph Muganga, 2006)